# Amt Freiburg/Elbe
Das Amt Freiburg/Elbe war ein historisches Verwaltungsgebiet des Königreichs Hannover bzw. der preußischen Provinz Hannover.

## Geschichte
Das Amt wurde im Zuge der Verwaltungsreform von 1852 gebildet und umfasste das Gebiet des Freiburgschen Teils des früheren Gräfengerichts des Landes Kehdingen. 1859 wurde es um das bisherige Amt Wischhafen erweitert. Ab 1867 bildete es mit dem Amt Jork den (Steuer-)Kreis Stader Marschkreis. 1885 ging das Amt im Kreis Kehdingen auf, dessen Verwaltungssitz sich in Freiburg/Elbe befand.

## Amtmänner
- 1852–1859: Georg Martin Victor Quentin, Amtsassessor, ab 1852 Amtmann
- 1859–1881: Ludwig Gottlieb Georg Julius Pagenstecher, Amtmann, ab 1867 auch Kreishauptmann
- 1882–1885: Bodo Voigts, Amtmann, Kreishauptmann (1885–1889 Landrat des Kreises Kehdingen)